# Alexandru Boc
Alexandru (Sandu) Boc (n. 3 iunie 1946, Vașcău, România) este vicepreședintele LPF, fost fundaș al naționalei României. A câștigat două titluri, cu Petrolul și Craiova.  
În 1969, a fost condamnat la doi ani și jumătate în închisoare pentru că a bătut un ofițer de securitate la un bar. A executat un an și o lună.

## Biografie
Alexandru Boc a fost unul dintre fundașii de vârf ai fotbalului românesc.

## Echipe la care a jucat
- Petrolul Ploiești (1964-1967)
- Dinamo (1967-1969)
- Sportul Studențesc (1970-1971), Liga a II-a
- Rapid București (1971-1973)
- Universitatea Craiova (1973-1976)

## Palmares
- 224 de meciuri și 12 goluri în Divizia A
- 22 de meciuri în cupele europene
- 6 selecții la naționala României
- 2 titluri de campion al României (cu Petrolul și Universitatea Craiova)
- Cupa României cu Rapid

## Filmografie
- Nu filmăm să ne-amuzăm (1975)